# Landesoberbergamt Dortmund

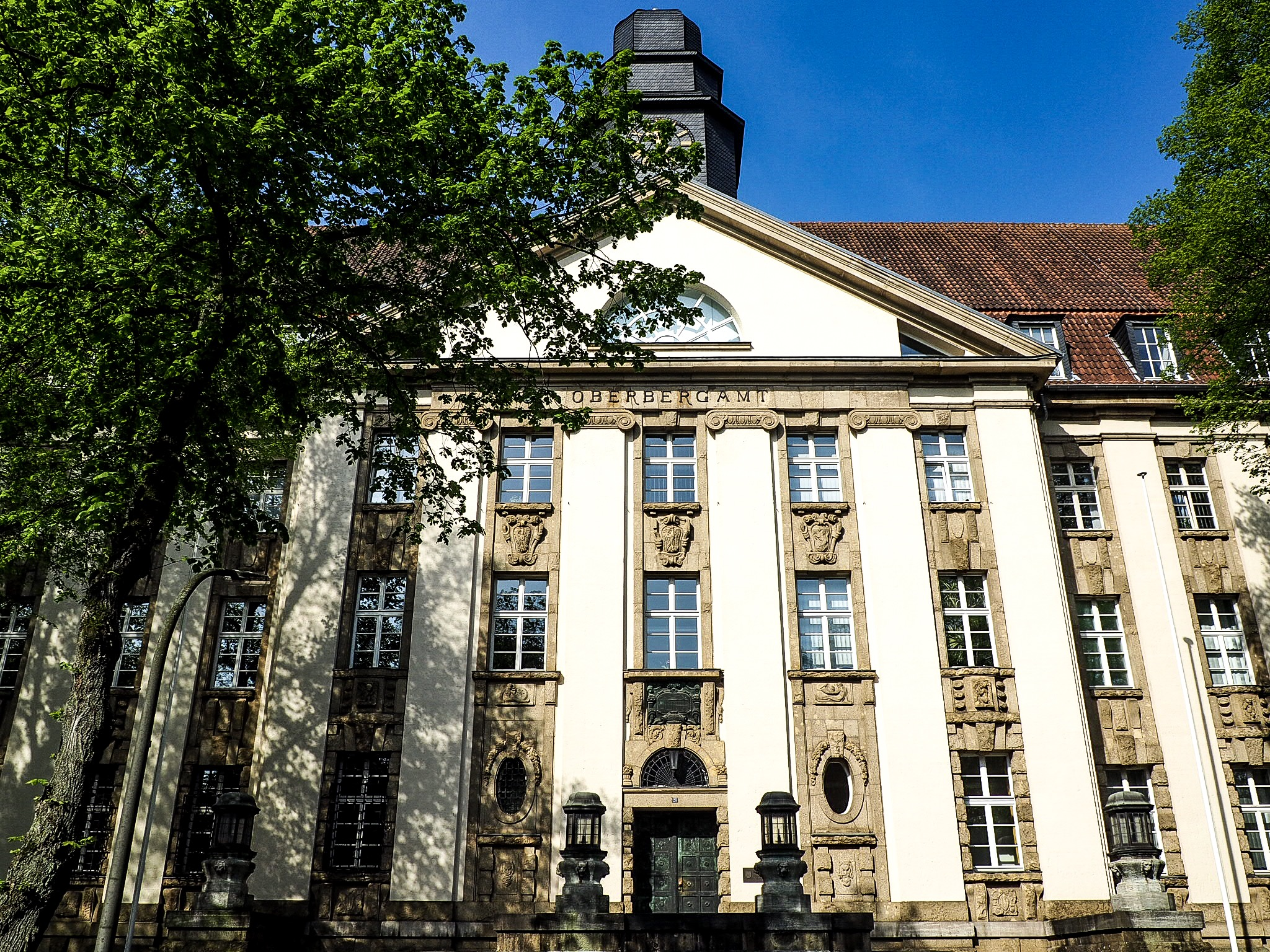
Landesoberbergamt, Dortmund, Abteilung Bergbau und Energie in NRW der Bezirksregierung Arnsberg

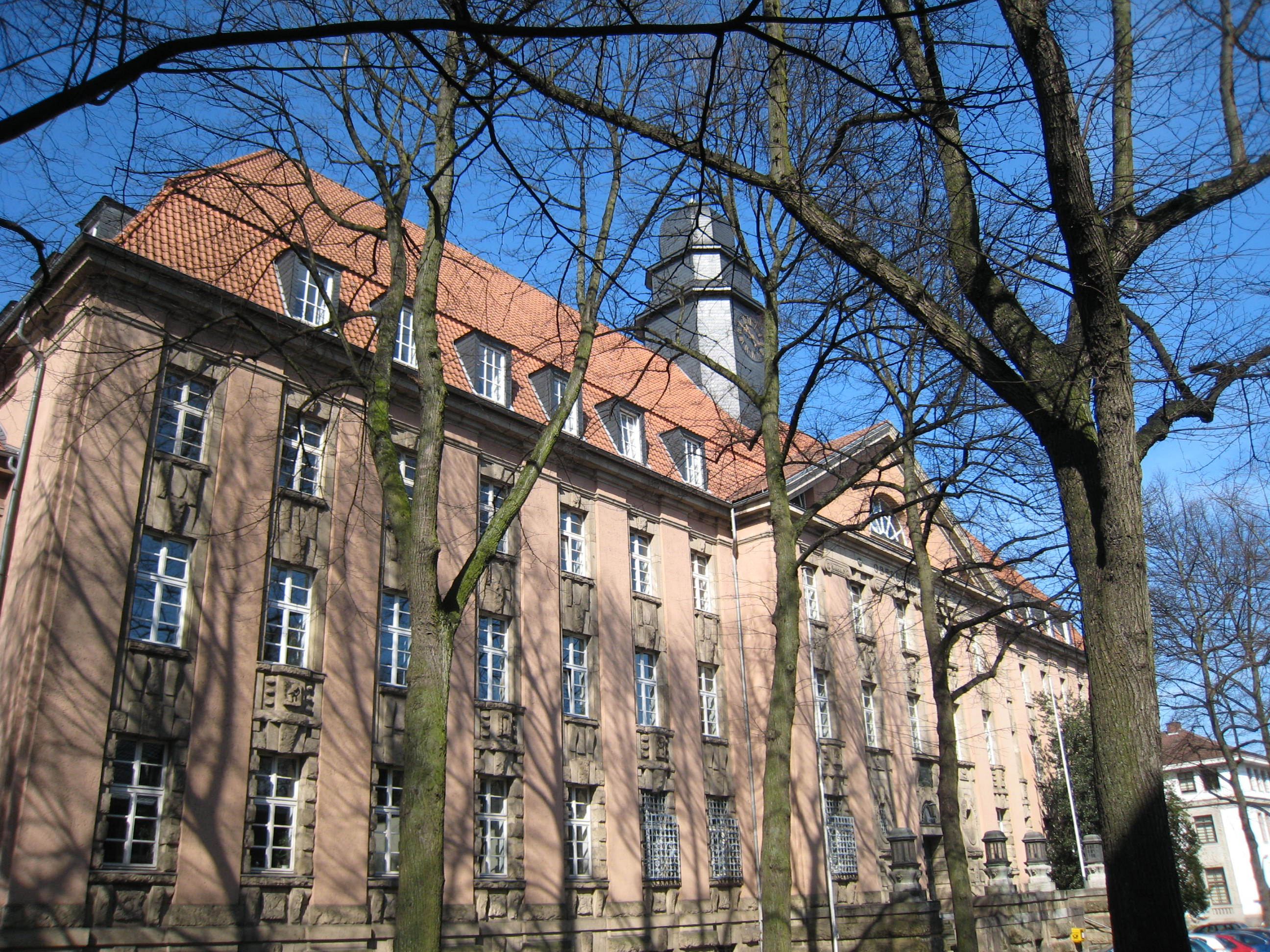
Landesoberbergamt Dortmund

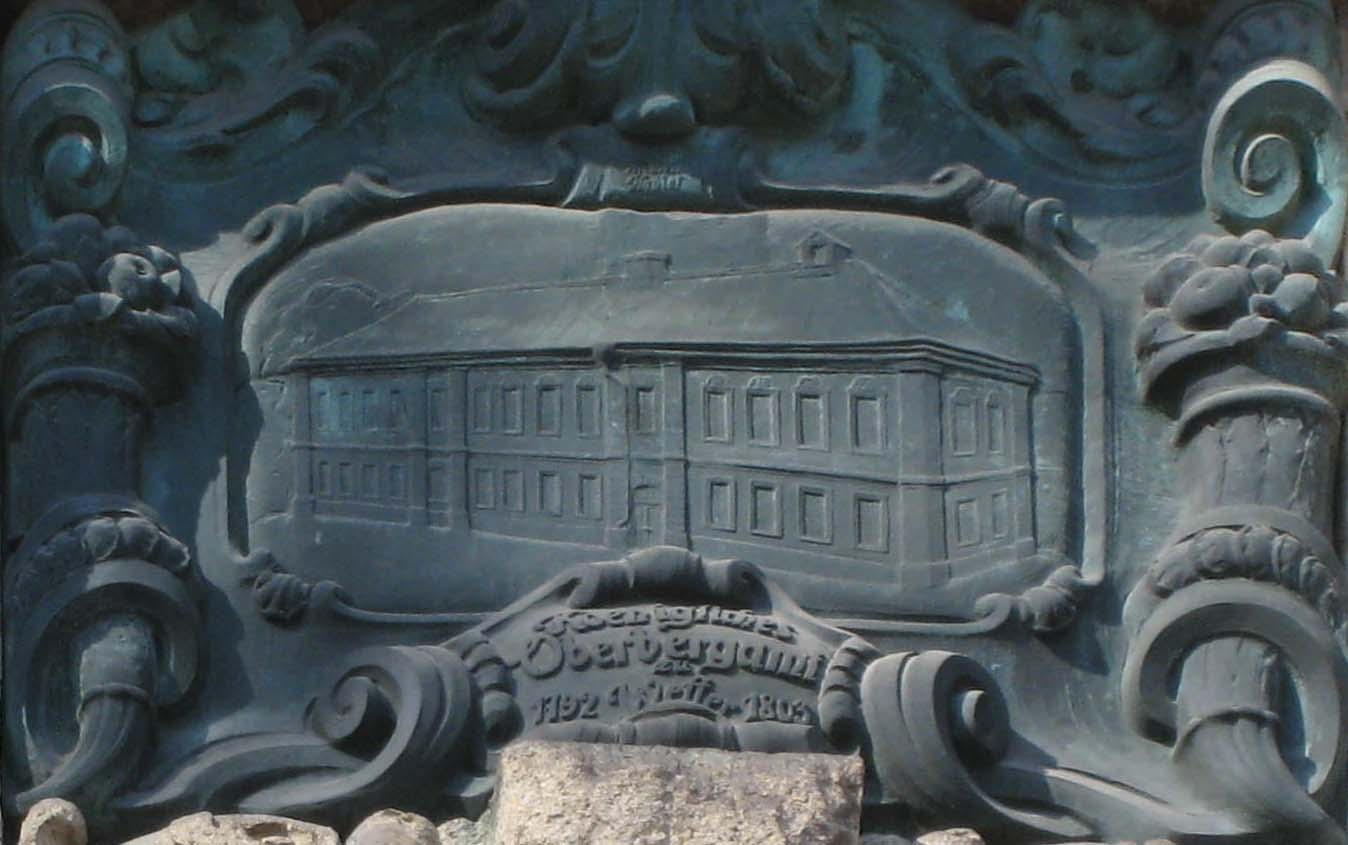
Fassadendetail: Erinnerung an das königliche Bergamt Wetter

Das Landesoberbergamt Dortmund – ursprünglich Oberbergamt Dortmund – war die Aufsichts- und Verwaltungsbehörde für die westfälischen und ab 1970 auch für die rheinischen Bergwerke.

## Geschichte
Mit der zunehmenden Industrialisierung des Ruhrgebiets und dem Entstehen einer Vielzahl von Zechen und Bergwerken wurde es notwendig, eine Verwaltungsstruktur zu schaffen. Der Staatsmann Freiherr vom Stein veranlasste die preußische Regierung, im Ruhrgebiet ein Bergamt einzurichten. Im Jahre 1792 wurde das erste Oberbergamt in Wetter an der Ruhr eingerichtet.
Die Burg Wetter war von 1784 bis 1792 Amtssitz des Freiherrn vom Stein in seiner Zeit als Direktor des Kleve-Märkischen Bergamts, ab Juni 1792 Oberbergamt. Zuvor, ab dem Jahr 1738, hatte sich das Märkische Bergamt in Bochum befunden. Kurze Zeit später wurde der Sitz nach Essen und dann nach Bochum verlegt.
Die Niemeyersche Karte zur Erfassung der Bergwerke wurde von 1787 bis 1794 erstellt.
Im Jahr 1815 wurde das Amt schließlich nach Dortmund verlagert, wo ein Gebäude am Alten Markt bezogen wurde. Das Oberbergamt war zuständig für die Bergaufsicht und richtete sich ab 1865 nach dem Allgemeinen Berggesetz für die Preußischen Staaten von 1865.

Ehemaliges Oberbergamt am Ostwall, 1922 (koloriert), Sitz von 1875 bis 1911

Das ursprüngliche Gebäude am Alten Markt wurde aufgrund der Entwicklung des Bergbaus in der Region zu klein; daher erfolgte 1875 ein Umzug in ein neues Gebäude am Ostwall, das von 1872 bis 1875 nach Plänen von Gustav Knoblauch errichtet worden war. Schon dreißig Jahre später genügte auch dieses Gebäude den Anforderungen nicht mehr und es wurde ein neues Verwaltungsgebäude in der Innenstadt-Ost bezogen. In das Gebäude am Ostwall zog 1911 das Kunst- und Gewerbemuseum ein.
1896 bestand der südlichste Teil des Oberbergamts Dortmund aus den Bergrevieren Oberhausen, Hattingen, Werden und Witten.
Das neue Gebäudeensemble wurde gemeinsam vom Regierungsbaumeister Fritz Behrendt und dem Dortmunder Baurat Rudolf Claren unter der Oberleitung des Geheimen Oberbaurats Oskar Delius entworfen und 1910 bezogen. Es handelt sich um ein repräsentatives, dreigeschossiges Bauwerk mit einem Seitenflügel und einem schiefergedeckten Uhrenturm. Dieses Gebäude wurde im Zweiten Weltkrieg stark beschädigt, konnte aber annähernd unverändert wieder aufgebaut werden.
Im Rahmen einer Verwaltungsreform wurden das Oberbergamt Bonn und das Oberbergamt Dortmund im Jahre 1970 zum Landesoberbergamt Nordrhein-Westfalen zusammengefasst. Sitz der neuen Behörde wurde Dortmund.
Zum 1. Januar 2001 wurde das Landesoberbergamt formell aufgelöst. Seine Aufgabe übernahm an gleicher Stelle die Abteilung Bergbau und Energie in NRW der Bezirksregierung Arnsberg.
Das Gebäude des Landesoberbergamts ist als Baudenkmal in die Denkmalliste der Stadt Dortmund eingetragen und Teil der Route der Industriekultur.

## Berghauptleute
Die Berghauptleute waren die Leiter des Oberbergamtes.

### Berghauptleute des Oberbergamtes Dortmund
- Toussaint von Charpentier (1830–1833)
- Karl von Oeynhausen (1855–1864)
- August von Schoenaich-Carolath (1863–1888)
- Otto Taeglichsbeck
- Gisbert Krümmer (1904–1905)
- Otto Scharf (1905–1906)
- Franz Liebrecht (1906–1919)
- Karl Schantz (19. November 1919 – 30. April 1923)
- Carl Overthun (11. Mai 1923 – 30. September 1929)
- Karl Hatzfeld (1. Oktober 1929–1933)
- Guntram Polster (1933–24. Juni 1940)
- Friedrich Nolte (1945–1949)
- Hans Schwake (1949–1963)
- Ludger Funder (1963–1964)
- Hugo Sanders (1964–31. März 1968)
- Albert Coenders (1969–1970)

### Berghauptleute des Landesoberbergamtes
- Albert Coenders (1970–1983)
- Helmut Schelter (1983–1993)
- Hilmar Fornelli (1993/1996–1998)
- Hans-Jürgen von Bardelben (1999/2000)
- Ekhart Maatz (ab 2001)[5]